# واندا بارتوونا
واندا بارتووْنا (لهستانی: Wanda Bartówna؛ زادهٔ ۲۱ ژوئن ۱۹۱۷–۳۱ اوت ۱۹۸۰) بازیگر اهل لهستان بود.
از فیلم‌ها یا مجموعه‌های تلویزیونی که وی در آن‌ها نقش داشته‌است، می‌توان به مرحله پایانی اشاره نمود.